# Fatherfucker
Fatherfucker è il terzo album in studio della cantante canadese Peaches, pubblicato nel 2003.

## Tracce
1. Bad Reputation – 1:22
2. I'm the Kinda – 3:31
3. I U She – 2:45
4. Kick It (featuring Iggy Pop) – 2:31
5. Operate – 3:29
6. Tombstone, Baby – 3:08 (Peaches) – Peaches
7. Shake Yer Dix (featuring Mignon) – 3:34
8. Rock 'N' Roll (featuring Freedom) – 4:12
9. Stuff Me Up (featuring Taylor Savvy) – 3:13
10. Back It Up, Boys – 3:59
11. The Inch – 3:21
12. Bag It – 3:05